# Rustenborg (Aalborg)
 For alternative betydninger, se Rustenborg. (Se også artikler, som begynder med Rustenborg)
Rustenborg er et posthus og postdistributionscenter på Postmestervej 1 i Aalborg. Alt postomdeling i 9000 Aalborg, 9100 Aalborg, 9200 Aalborg SV, 9210 Aalborg SØ, 9220 Aalborg Øst, 9260 Gistrup, 9270 Klarup, 9280 Storvorde, 9293 Kongerslev, 9310 Vodskov, 9380 Vestbjerg og 9400 Nørresundby foregår med udgangspunkt fra Rustenborg.
Postbygningen er på 27.000 kvadratmeter. Bygningen er opført i cortenstål, som skulle ruste og give det en rustfarvet facade, deraf kommer navnet på bygningen.

## Historie
I april 2014 lukkede Storvorde Posthus og størstedelen af de ansatte blev herefter flyttet til Rustenborg. I maj 2014 lukkede Vestbjerg Posthus og omdelingen af post i 9310 Vodskov og 9380 Vestbjerg blev flyttet til Rustenborg, mens omdelingen i 9381 Sulsted blev flyttet til Brønderslev Posthus.